# NGC 210
NGC 210 (ook wel GC 107, IRAS 00380-1408, H 2.452, h 46, MCG -02-02-081 of PGC 2437) is een balkspiraalstelsel in het sterrenbeeld Walvis. Het hemelobject ligt op 71 miljoen lichtjaar (21,7×106 parsec) van de Aarde verwijderd en werd op 3 oktober 1785 ontdekt door de Duits-Britse astronoom Friedrich Wilhelm Herschel.